# Howard Frank (Internet)
Howard Frank é um cientista da computação estadunidense. Em 2013 foi induzido no Internet Hall of Fame.